# 揚斯維爾 (新墨西哥州)
揚斯維爾（英語：Youngsville）是位於美國新墨西哥州里奧阿里巴縣的普查規定居民點。

## 人口
根據2020年美國人口普查的數據，揚斯維爾的面積為2.31平方千米，皆為陸地。當地共有人口44人，而人口密度為每平方千米19.05人。